# فلیشمن
فلیشمن (انگلیسی: Fleischmann) شرکت اسباب‌بازی آلمانی است، که در سال ۱۸۸۷ تأسیس شد.